# اویرو (خداآفرین)
۳۹°۰۰′۴۳″ شمالی ۴۶°۵۶′۲۸″ شرقی / ۳۹٫۰۱۱۹۴°شمالی ۴۶٫۹۴۱۱۱°شرقی

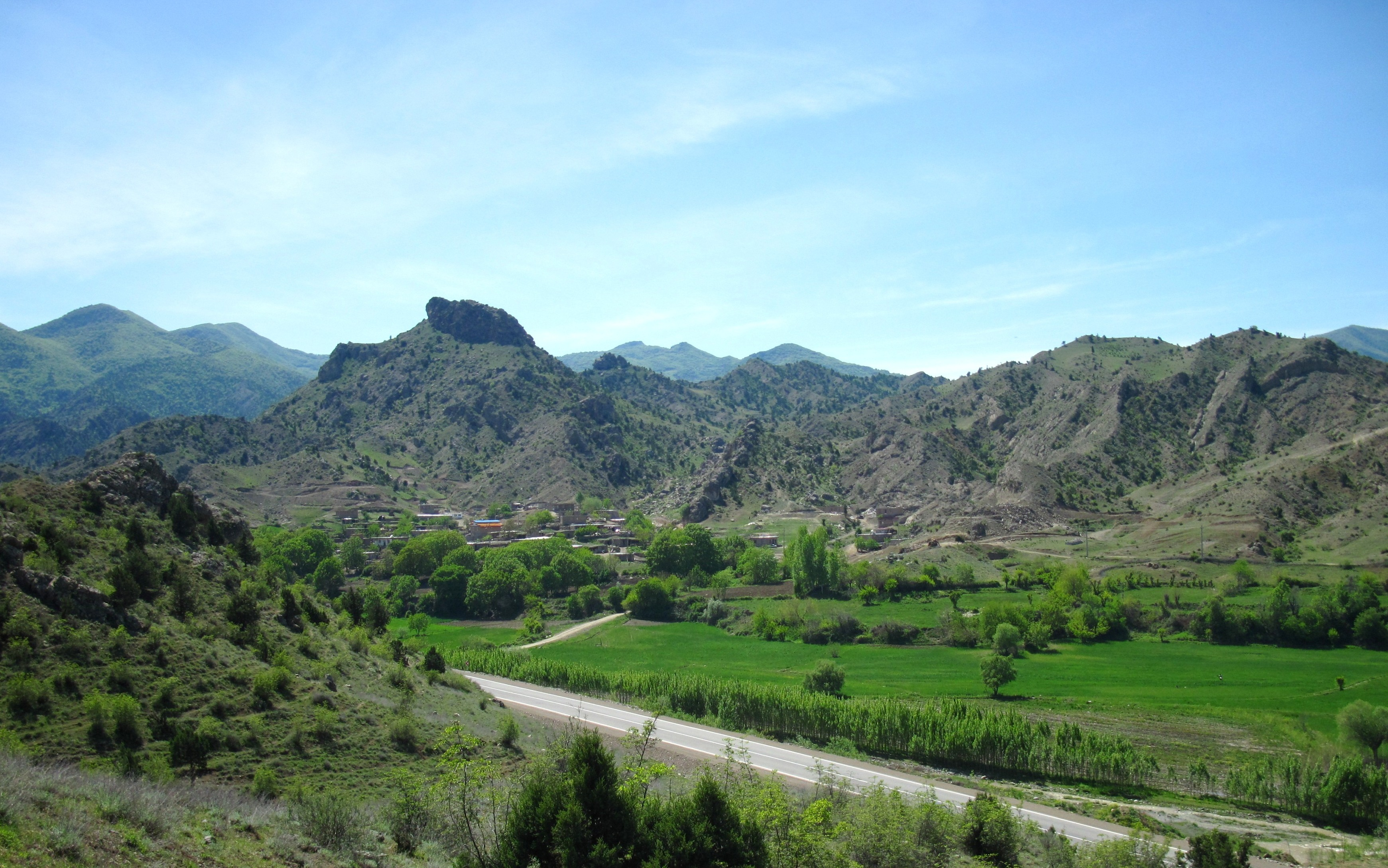
نمایی از روستا در سال ۲۰۱۳

اوری یا اویری (Uri) یکی از روستاهای استان آذربایجان شرقی است که در دهستان منجوان شرقی شهرستان خداآفرین واقع شده‌است.
بر اساس سرشماری ۱۳۸۵، جمعیت روستا ۱۲۰ نفر در ۲۷ خانوار بود. یک آمارگیری اخیر جمعیت را ۹۲ نفر در ۲۴ خانوار اعلام کرده‌است..  این کاهش جمعیتی، هر چند نه‌ چندان زیاد،   نیز قابل تامل است، چرا که دیگر روستاهای ارسباران در بازه زمانی‌ مشابه روندی رشد یابنده داشته‌اند.